# Plastisol
Ein Plastisol ist eine Dispersion aus einem pulverförmigen thermoplastischen Polymer sowie gegebenenfalls Pigmenten, Füllstoffen und Additiven, wie Treibmittel, in einem  flüssigen Weichmacher.

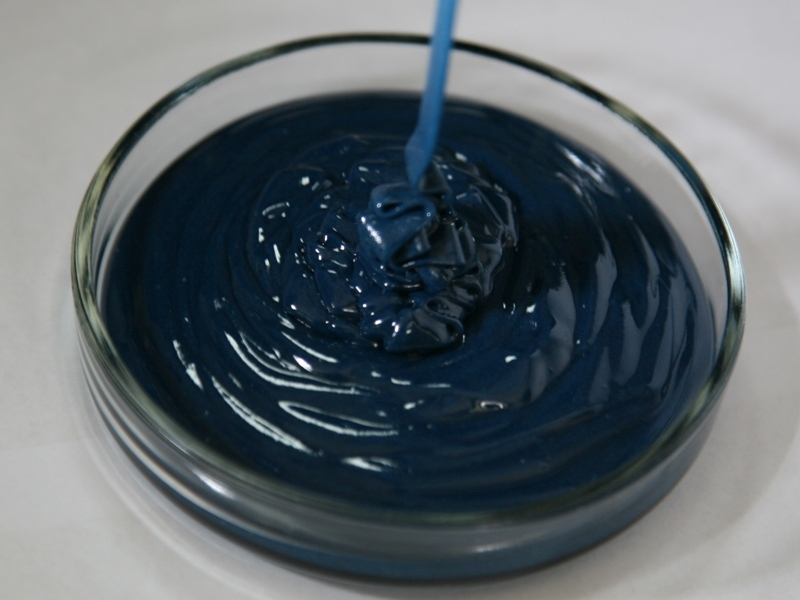
Plastisol

Plastisole lassen sich aus verschiedenen Polymeren herstellen. Von besonderer Bedeutung sind jedoch PVC-Plastisole, auch bekannt als Weich-PVC oder Hot Melt Vinyl, die z. B. auch als Modelliermasse (z. B. „Fimo“) verwendet werden. Als Weichmacher werden oft Phthalsäureester verwendet. Die Auswahl der Mischung erfolgt in der Weise, dass das Polymer in dem Weichmacher zwar löslich ist, die Lösungsgeschwindigkeit bei Raumtemperatur jedoch verschwindend klein ausfällt. Erst bei höheren Temperaturen diffundiert der Weichmacher (auch plasticizer genannt) in das Polymer ein und plastifiziert dieses. Beim Abkühlen geliert das Plastisol, wodurch eine Masse von extrem hochviskoser Konsistenz entsteht, die bei Raumtemperatur nicht mehr fließfähig ist. Der Schritt der Gelierung ist irreversibel.

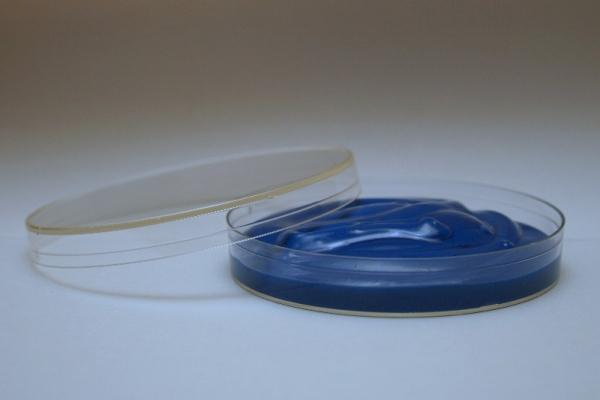
Geliertes Plastisol

Dagegen liegt ein ungetempertes Plastisol bei Raumtemperatur noch als flüssige Paste vor und ist gieß-, spritz- und streichfähig. Je nach Zusammensetzung ist die Mischung über Wochen oder Monate lagerstabil ohne zu gelieren. Nach Erwärmung über einige Minuten bei typischerweise 160 bis 200 °C wird es zu einem dauerhaft zähelastischen Kunststoff. Der Begriff Plastisol wird sowohl für die ungehärtete Mischung als auch für das fertige Produkt verwendet.
Problematisch kann das langsame Ausschwitzen des Weichmachers und Abgabe an die Umwelt sein. Viele Weichmacher sind als gesundheitlich bedenklich eingestuft, z. B. Dioctylphthalat. Phthalathaltige Weichmacher sind daher seit 2007 in der Europäischen Union für Babyartikel und Spielzeug verboten. Sie wurden durch höher siedende Weichmacher wie 1,2-Cyclohexandicarbonsäurediisononylester (auch bekannt als Hexamoll DINCH) ersetzt.

## Verwendung
Plastisole sind in vielfältigen Anwendungen zu finden: zum Beschichten von verschiedenen Materialien, wie Metalle z. B. in der Automobilindustrie als Unterbodenschutz; zum Stoffdruck (Siebdruck) in der Textilbeschichtung; für Folien, Schläuche, Tapeten und Spielzeuge. Plastisole finden in  geschäumter Form als Kunstleder Verwendung.